# Edsel

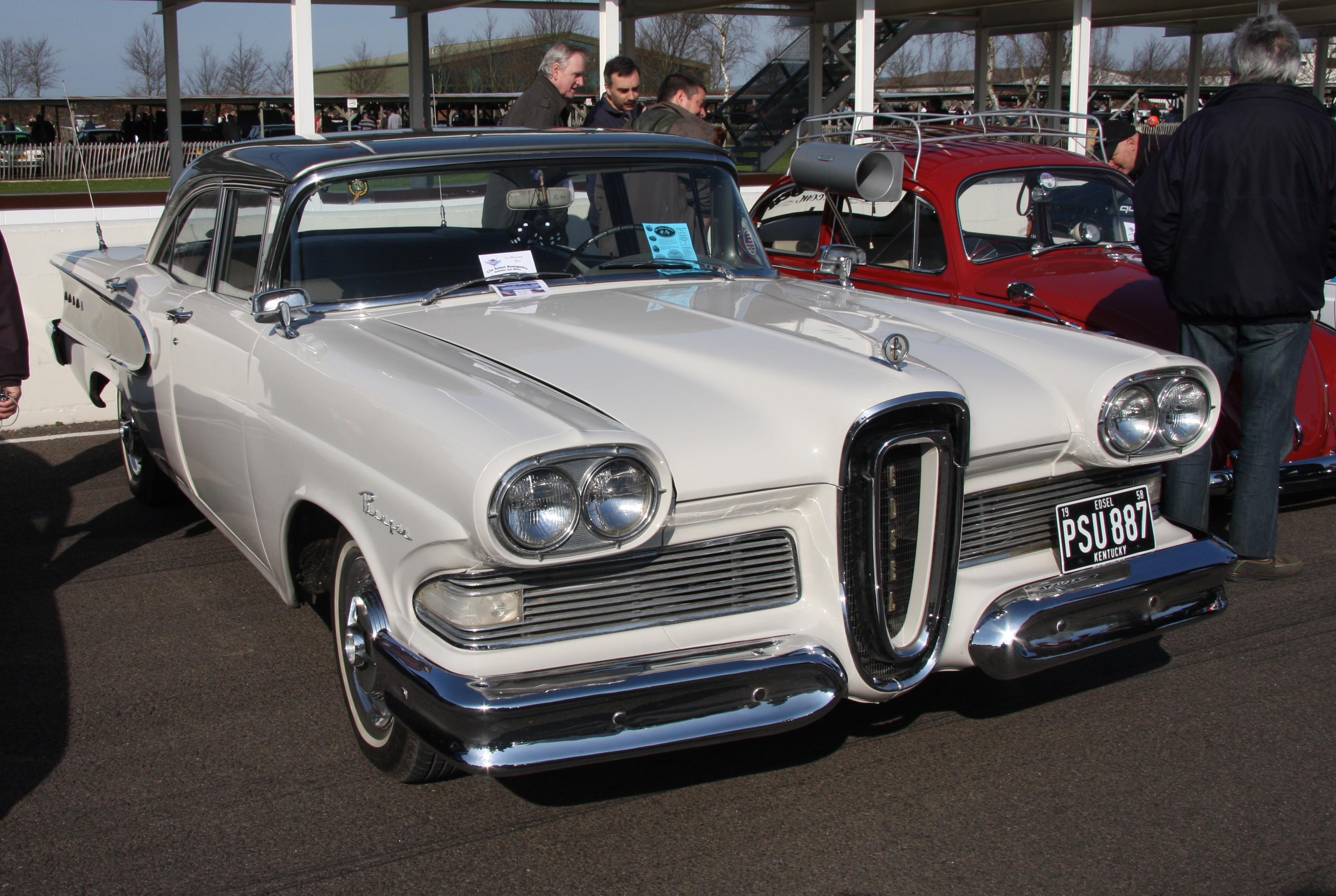
Edsel Ranger

Logo Edselu

Edsel je značka osobních automobilů vyráběná stejnojmennou pobočkou Ford Motor Company na konci padesátých let.
Počátkem padesátých let přišel ředitel francouzské pobočky firmy Ford Jack Reith s nápadem obohatit nabídku o vůz střední třídy, který by poskytoval veškerý komfort a přitom byl cenově dostupnější než Lincoln. Nový automobil byl vyvíjen pod označením E-car (E jako experiment) a nakonec dostal název Edsel. Kontroverzní bylo už pojmenování podle Edsela Forda, otce tehdejšího prezidenta společnosti Henryho Forda II, který byl pro své nekonvenční názory pokládán za černou ovci rodiny. Ačkoli se většina vedení firmy stavěla k projektu od počátku skepticky, v září 1957 byl vyroben první sériový vůz Edsel. Jeho uvedení na trh bylo spojeno s bombastickou reklamní kampaní, k níž patřila také velká televizní The Edsel Show vysílaná 13. října 1957 za účasti tehdejších špičkových umělců (Frank Sinatra, Louis Armstrong). Vůz však neměl očekávaný úspěch: důvodem byl především špatný odhad poměrů na trhu, kde tento typ vozů už vycházel z módy. Extravagantní tvary karoserie, zejména vysoká a úzká maska chladiče, se staly terčem posměchu a zákazníci neocenili ani vybavení, které předběhlo svou dobu: posilovač řízení, klimatizace, automaticky ladící autorádio nebo samostatné osvětlení zavazadlového prostoru. Edsel navíc získal pověst nespolehlivého automobilu; montoval se na linkách určených pro jiné typy vozů, což vedlo k velkému množství zmetků. Nakonec se prodalo pouze 110 847 kusů, což bylo hluboko pod očekáváním, a v listopadu 1960 byla výroba Edselu ukončena. Firma vyčíslila své ztráty na tomto projektu na 350 milionů tehdejších dolarů (skoro tři miliardy dnešních).

## Seznam modelů
- Edsel Bermuda
- Edsel Citation
- Edsel Corsair
- Edsel Pacer
- Edsel Ranger
- Edsel Roundup
- Edsel Villager